# Giro del Belgio 1955
Il Giro del Belgio 1955, trentanovesima edizione della corsa, si svolse in cinque tappe tra il 19 e il 23 maggio 1955, per un percorso totale di 1275 km e fu vinto dal belga Alex Close.

## Tappe
| Tappa  | Data      | Percorso                 | km   | Vincitore di tappa    | Leader cl. generale |
| ------ | --------- | ------------------------ | ---- | --------------------- | ------------------- |
| 1ª     | 19 maggio | Bruxelles > Stavelot     | 250  | Willy Vannitsen       |                     |
| 2ª     | 20 maggio | Stavelot > Florenville   | 243  | Marcel Ernzer         |                     |
| 3ª     | 21 maggio | Florenville > Marcinelle | 259  | Edgard Sorgeloos      |                     |
| 4ª     | 22 maggio | Marcinelle > Bruxelles   | 266  | Richard Van Genechten |                     |
| 5ª     | 23 maggio | Charleroi > Bruxelles    | 257  | non disputata         | Alex Close          |
| Totale | Totale    | Totale                   | 1275 |                       |                     |

## Dettagli delle tappe

### 1ª tappa
- 19 maggio: Bruxelles > Stavelot – 250 km

Risultati
| Pos. | Corridore       | Squadra   | Tempo    |
| ---- | --------------- | --------- | -------- |
| 1    | Willy Vannitsen | Van Hauw. | 6h39'47" |
| 2    | Wim van Est     | Alcyon    | s.t.     |
| 3    | Edward Peeters  | Elvé      | s.t.     |

### 2ª tappa
- 20 maggio: Stavelot > Florenville – 243 km

Risultati
| Pos. | Corridore             | Squadra     | Tempo    |
| ---- | --------------------- | ----------- | -------- |
| 1    | Marcel Ernzer         | Terrot      | 6h28'14" |
| 2    | Frans Gielen          | Plume Sport | s.t.     |
| 3    | Richard Van Genechten | Elvé        | s.t.     |

### 3ª tappa
- 21 maggio: Florenville > Marcinelle – 259 km

Risultati
| Pos. | Corridore        | Squadra | Tempo    |
| ---- | ---------------- | ------- | -------- |
| 1    | Edgard Sorgeloos | Elvé    | 7h28'48" |
| 2    | Alex Close       | Elvé    | a 42"    |
| 3    | Jean Vliegen     | Elvé    | a 1'43"  |

### 4ª tappa
- 22 maggio: Marcinelle > Bruxelles – 266 km

Risultati
| Pos. | Corridore             | Squadra  | Tempo    |
| ---- | --------------------- | -------- | -------- |
| 1    | Richard Van Genechten | Elvé     | 7h53'18" |
| 2    | Ludo Van Der Elst     | Libertas | a 15"    |
| 3    | Jan Zagers            | Libertas | a 30"    |

### 5ª tappa
La quinta tappa non fu disputata.

## Classifiche finali

### Classifica generale
| Pos. | Corridore             | Squadra      | Tempo     |
| ---- | --------------------- | ------------ | --------- |
| 1    | Alex Close            | Elvé         | 28h38'05" |
| 2    | Marcel Ernzer         | Terrot       | a 2'16"   |
| 3    | Richard Van Genechten | Elvé         | s.t.      |
| 4    | Willy Vannitsen       | Van Hauwaert | a 2'17"   |
| 5    | Edgard Sorgeloos      | Elvé         | a 2'26"   |
| 6    | Frans Gielen          | Plume Sport  | a 2'31"   |
| 7    | André Rosseel         | Elvé         | a 2'47"   |
| 8    | Edward Peeters        | Elvé         | s.t.      |
| 9    | Raymond Impanis       | Elvé         | s.t.      |
| 10   | Brik Schotte          | Alcyon       | s.t.      |

### Classifica a punti
| Pos. | Corridore     | Squadra | Tempo |
| ---- | ------------- | ------- | ----- |
| 1    | Marcel Ernzer | Terrot  | ?     |